# Rata (Ukraina)
Rata (ukr. Рата), 1946–95 Pidhorodne (ukr. Підгородне) – wieś na Ukrainie, w rejonie lwowskim (wcześniej w rejonie żółkiewskim) obwodu lwowskiego, przy polskiej granicy. Wieś liczy około 640 mieszkańców.
W II Rzeczypospolitej do 1934 samodzielna gmina jednostkowa. Następnie należała do zbiorowej wiejskiej gminy Siedliska w powiecie rawskim w woj. lwowskim. 
W 1944 nacjonaliści ukraińscy z OUN-UPA zamordowali tutaj 9 Polaków.
W czasie okupacji niemieckiej mieszkające tutaj małżeństwo Wywrockich wychowywało żydowską dziewczynkę Goldę Schlettner. W 2011 roku Instytut Jad Waszem uhonorował za to Hannę i Romana Wywrockich tytułami Sprawiedliwych wśród Narodów Świata.
Po wojnie wieś weszła w struktury administracyjne Związku Radzieckiego, przemianowana 18 lipca 1946 na Pidhorodne.
We wsi jest murowana cerkiew Przemienienia Pańskiego z 1837 roku.